# Stazione di Pattada
La stazione di Pattada è stata una stazione ferroviaria posta lungo la ex linea ferroviaria a scartamento ridotto Tirso-Chilivani, a servizio del comune di Pattada.

## Storia

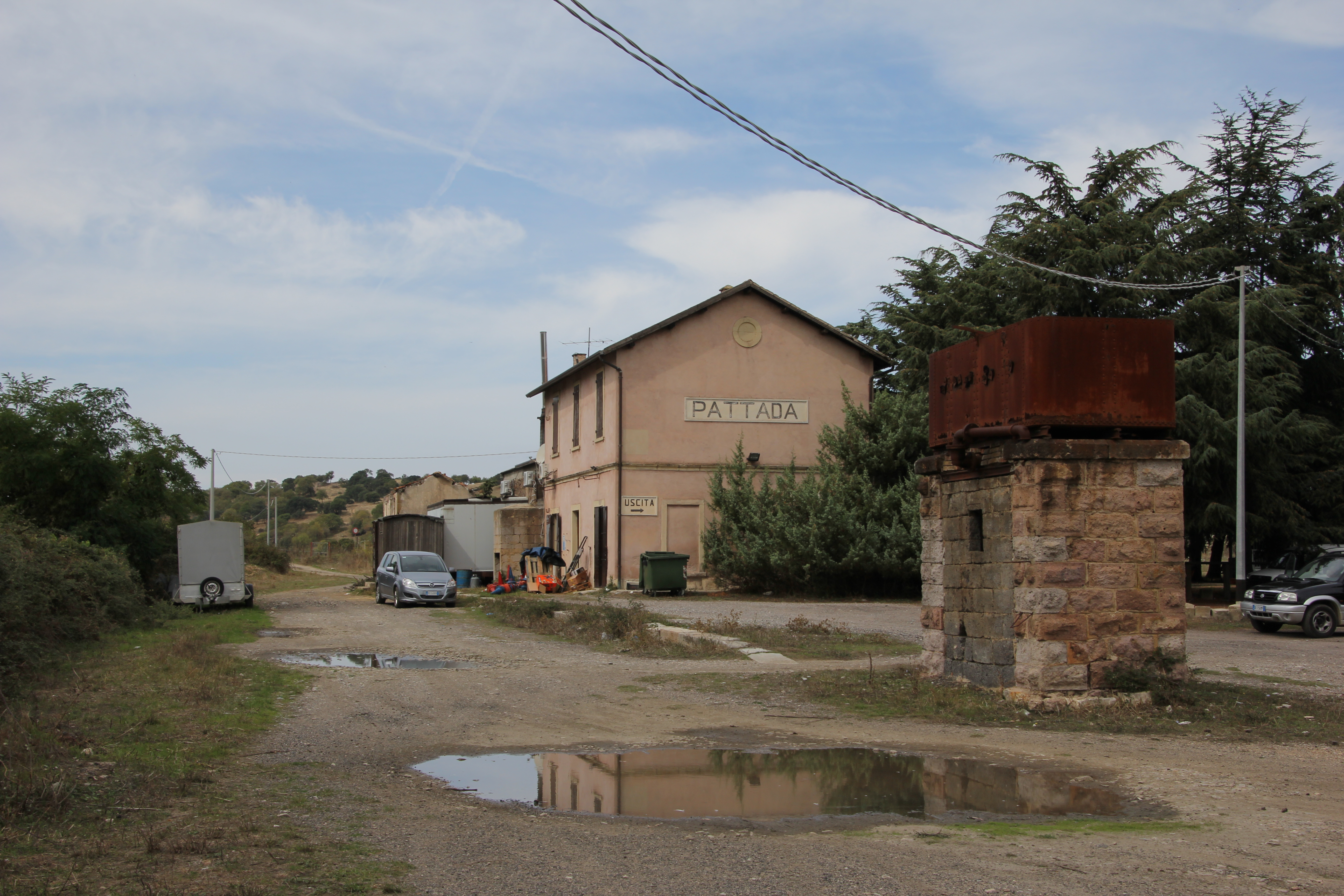
La stazione fu operativa tra il 1893 e il 1969

Le origini dello scalo si ricollegano alla realizzazione della ferrovia tra Tirso e Chilivani, in costruzione a fine Ottocento per conto della Società italiana per le Strade Ferrate Secondarie della Sardegna. I lavori furono completati nel 1893 e la stazione aprì all'esercizio il 1º aprile di quell'anno, data di attivazione del tronco ferroviario tra Tirso e Ozieri che completava la linea.
Lo scalo servì da allora il centro di Pattada per il trasporto di persone e merci, e dal punto di vista gestionale passò dal 1921 alla Ferrovie Complementari della Sardegna; sotto questa amministrazione fu operativo sino alla chiusura della Tirso-Chilivani, datata 31 dicembre 1969. Con la sostituzione delle relazioni ferroviarie con analogo servizio di autolinee la stazione fu dismessa e disarmata venendo poi ceduta a privati; i locali del fabbricato viaggiatori furono successivamente ristrutturati per l'utilizzo per un'attività ristorativa.

## Strutture e impianti

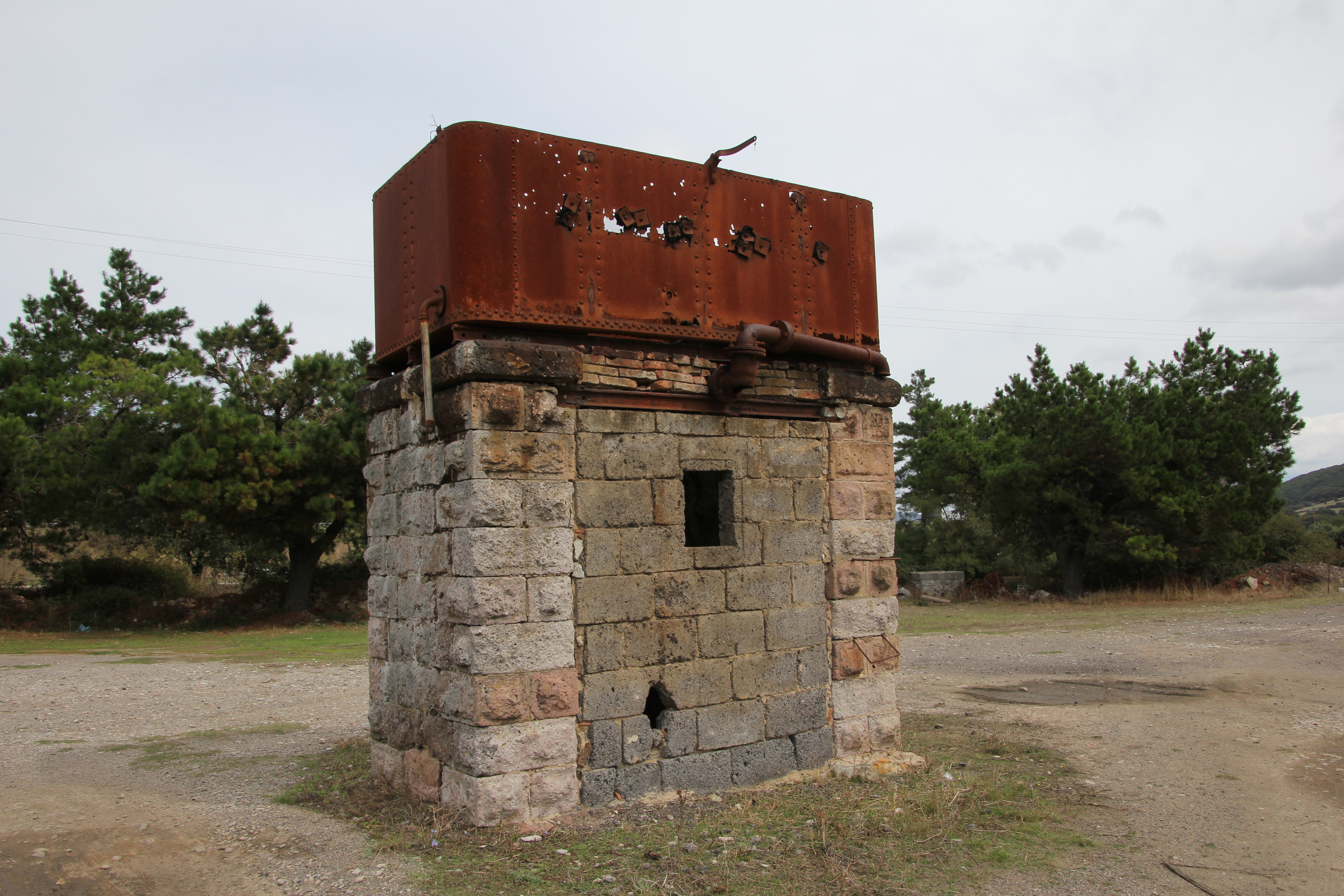
Il rifornitore idrico dell'impianto

Realizzato a sud-ovest di Pattada lungo la SS 128 bis l'impianto, che dopo la chiusura della ferrovia è stato disarmato, era configurato come stazione di terza classe di tipo passante. Complessivamente erano presenti quattro binari. a scartamento da 950 mm: da quello di linea si diramava un binario di incrocio a sud, mentre sul lato nord avevano origine due tronchini, afferenti rispettivamente al rifornitore idrico (del tipo a cisterna metallica su struttura in muratura) e allo scalo merci, comprendente anche un piano caricatore (con annessa struttura per il bestiame) e un magazzino.

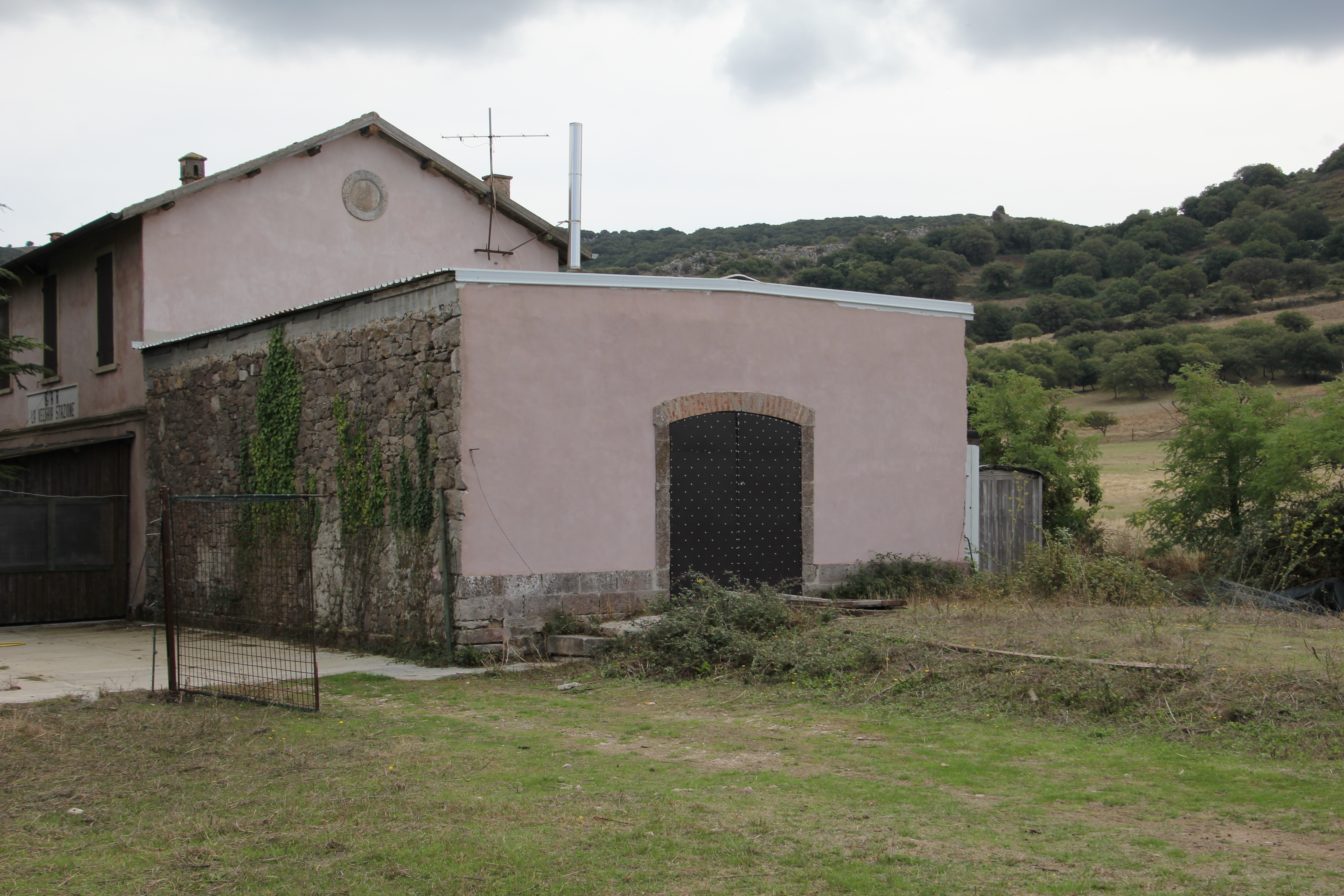
L'ex magazzino merci, restaurato dopo la dismissione della stazione

Attiguo a questo edificio permane il fabbricato viaggiatori, edificio su due piani avente pianta rettangolare, tetto a falde e tre accessi sul lato binari. Sempre nell'area della stazione in direzione Chilivani era operativa una casa cantoniera doppia, ridotta oggi a rudere.

## Movimento
La stazione fu servita dalle relazioni merci e viaggiatori espletate dalle SFSS e in seguito dalle FCS.

## Servizi

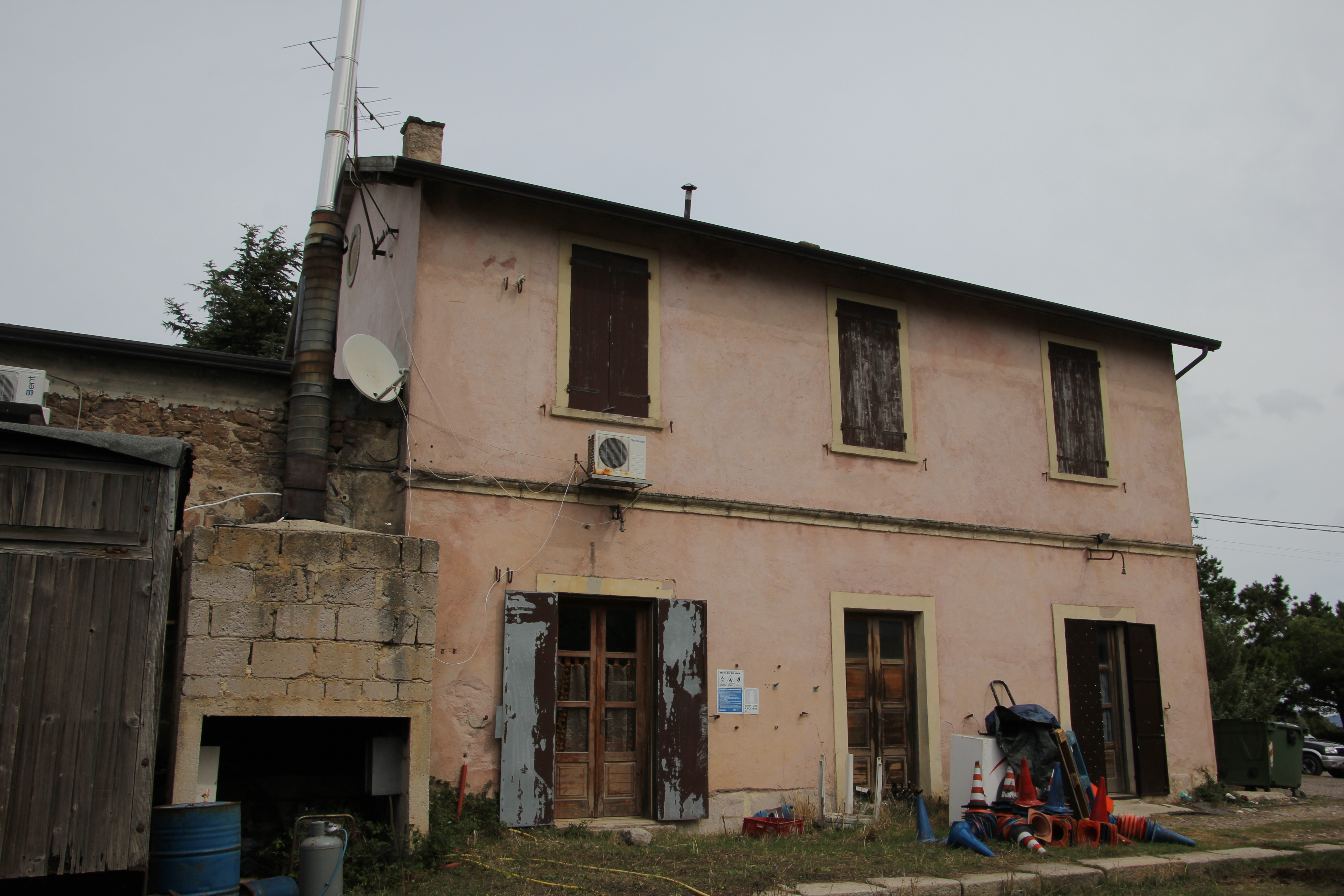
I servizi all'utenza erano ubicati all'interno del fabbricato viaggiatori

Durante il periodo di attività ferroviaria nell'impianto erano presenti una sala d'attesa e i servizi igienici, entrambi ospitati nel fabbricato viaggiatori.
- Sala d'attesa
- Servizi igienici

## Interscambi
Con lo scalo ancora in attività era operativa a pochi metri di distanza sulla SS 128 una fermata delle FCS per i servizi automobilistici della società, ancora oggi utilizzata dall'ARST per le sue autolinee. In particolare un servizio di collegamento tra la stazione e Pattada fu istituito già negli anni venti del Novecento.